# SPICE
SPICE (Simulation Program with Integrated Circuit Emphasis) är ett generellt simuleringsverktyg för analoga elektroniska kretsar. Det är ett program som används inom design av IC och kretskort för att kontrollera integriteten i dessa kretskonstruktioner och förutsäga kretsens beteende.